# Ricardo Córdoba
Ricardo Alberto Córdoba Mosquera (nacido el 11 de octubre de 1983 en Santa Marta, Panamá) es un ex boxeador profesional panameño que luchó en la división de peso súper gallo.

## Carrera profesional
Córdoba se convirtió en profesional en 23 de septiembre de 2000 En su debut en el Gimnasio de los Leones, David, Panamá, Córdoba derrotó al también debutante Hussein Sánchez por nocaut en el primer asalto. El 12 de julio de 2001 ganó el título FECARBOX Supermosca del Consejo Mundial de Boxeo en donde derrotó a Alex Saavedra por nocaut técnico en el noveno asalto en el Centro de Convenciones Atlapa. El 18 de septiembre de 2008, Córdoba derrotó a Luis Pérez por decisión unánime en doce asaltos en la Ciudad de Panamá por el título vacante interino de peso súper gallo de la AMB. Córdoba fue ascendido a campeón de peso súper gallo de la AMB el 21 de noviembre de 2008 después de que su compatriota Celestino Caballero ganara un título de la FIB para convertirse en campeón unificado. Córdoba perdió su título de la AMB ante el irlandés Bernard Dunne el 21 de marzo de 2009, siendo noqueado en el undécimo (de 12) asalto. Córdoba ahora es abogado en Panamá.

## Récord Profesional
| 39 Ganadas (25 knockouts), 3 Derrotas(1 knockouts), 2 Empates |        |                           |      |              |            |                                                         |                                                                             |
| Res.                                                          | Récord | Oponente                  | Tipo | Round Tiempo | Fecha      | Lugar                                                   | Notas                                                                       |
| G                                                             | 39-3-2 | Eduardo García            | KO   | 5 (10)       | 2012-03-31 | Hotel Meliá, Colón, Panamá                              | Gana el título Latino Pluma CMB                                             |
| G                                                             | 38-3-2 | Miguel Cogollo            | LO   | 2 (8)        | 2012-02-03 | Hotel Sheraton, Colón, Panamá                           |                                                                             |
| P                                                             | 37-3-2 | Guillermo Rigondeaux      | SD   | 12 (12)      | 2010-11-13 | Cowboys Stadium, Arlington, Estados Unidos              | Por el Título Interino Supergallo AMB                                       |
| G                                                             | 37-2-2 | José Gutiérrez            | UD   | 8 (8)        | 2010-04-30 | Hotel Meliá, Colón, Panamá                              |                                                                             |
| G                                                             | 36-2-2 | Luis Felipe Cuadrado      | TKO  | 10 (10)      | 2009-12-18 | Centro Convenciones Caribe, Pétion-Ville, Haití         |                                                                             |
| G                                                             | 35-2-2 | Eddy Julio                | TKO  | 10 (10)      | 2009-10-09 | Arena Roberto Duran, Ciudad de Panamá, Panamá           |                                                                             |
| P                                                             | 34-2-2 | Bernard Dunne             | TKO  | 10 (12)      | 2009-03-21 | The O2, Dublín, Irlanda                                 | Por el título mundial Supergallo AMB                                        |
| G                                                             | 34-1-2 | Luis Pérez                | MD   | 10 (10)      | 2008-09-18 | Centro de Convenciones Figali, Fuerte Amador, Panamá    | Gana el título mundial interino Supergallo AMB                              |
| G                                                             | 33-1-2 | José Arboleda             | MD   | 10 (10)      | 2008-07-02 | Centro de Convenciones Atlapa, Ciudad de Panamá, Panamá |                                                                             |
| G                                                             | 32-1-2 | Franklin Solís            | TKO  | 3 (8)        | 2008-05-07 | Centro de Convenciones Atlapa, Ciudad de Panamá, Panamá |                                                                             |
| G                                                             | 31-1-2 | Danys Díaz                | TKO  | 5 (10)       | 2007-09-22 | Arena Roberto Duran, Juan Díaz, Panamá                  | Gana el título Fedelatin Supergallo AMB y Retiene el tituló Supergallo CBPP |
| G                                                             | 30-1-2 | Heivinson Herrera         | UD   | 8 (8)        | 2007-06-02 | Arena Roberto Duran, Juan Díaz, Panamá                  |                                                                             |
| E                                                             | 29-1-2 | Volodymyr Sydorenko       | MD   | 12 (12)      | 2007-03-17 | Pabellón Hanns Martin Schleyer, Stuttgart, Alemania     | Por el título mundial Gallo AMB                                             |
| G                                                             | 29-1-1 | Édison Jiménez            | UD   | 8 (8)        | 2006-12-29 | Gimnasio Municipal, Antón, Panamá                       |                                                                             |
| G                                                             | 28-1-1 | Miguel Cogollo            | KO   | 1 (8)        | 2006-07-15 | Gimnasio Municipal, Antón, Panamá                       |                                                                             |
| E                                                             | 27-1-1 | Volodymyr Sydorenko       | MD   | 12 (12)      | 2006-03-11 | Color Line Arena, Altona, Alemania                      | Por el título mundial Gallo AMB                                             |
| G                                                             | 27-1   | Yogli Herrera             | UD   | 10 (10)      | 2005-12-10 | Centro de Convenciones Figali, Ciudad de Panamá, Panamá | Gana el título Fedelatin Gallo AMB y Retiene el Título Latino Gallo CMB     |
| G                                                             | 26-1   | Diego Martínez            | KO   | 5 (8)        | 2005-10-15 | Centro de Convenciones Figali, Ciudad de Panamá, Panamá |                                                                             |
| P                                                             | 25-1   | Poonsawat Kratingdaenggym | SD   | 12 (12)      | 2005-08-31 | Rajadamnern Stadium, Bangkok, Tailandia                 | Por el Título interino mundial Gallo AMB                                    |
| G                                                             | 25-0   | Jean Javier Sotelo        | UD   | 10 (10)      | 2005-04-16 | Arena Roberto Duran, Juan Díaz, Panamá                  |                                                                             |
| G                                                             | 24-0   | Dairo Julio               | KO   | 1 (10)       | 2005-01-28 | Jardín El Suspiro, San Miguelito, Panamá                |                                                                             |
| G                                                             | 23-0   | Carlos Meza               | TKO  | 12 (12)      | 2004-12-03 | Arena Panamá Al-Brown, Colón, Panamá                    | Retiene el Título Latino Gallo CMB                                          |
| G                                                             | 22-0   | Celestino Caballero       | UD   | 12 (12)      | 2004-05-25 | Centro de Convenciones Atlapa, Ciudad de Panamá, Panamá | Gana el Título Supergallo CBPP y el título Supergallo ANB                   |
| G                                                             | 21-0   | Sergio González           | TKO  | 1 (12)       | 2004-03-16 | Centro de Convenciones Atlapa, Ciudad de Panamá, Panamá | Gana el Título Latino Gallo CMB                                             |
| G                                                             | 20-0   | Davis Arosemena           | TKO  | 3 (12)       | 2003-05-16 | Arena Roberto Duran, Juan Díaz, Panamá                  | Gana el Título Latino Supermosca CMB y retiene el Título Supermosca CBPP    |
| G                                                             | 19-0   | Pedro Rincón Miranda      | UD   | 10 (10)      | 2003-05-16 | Arena Panamá Al-Brown, Colón, Panamá                    |                                                                             |
| G                                                             | 18-0   | Arquímedes González       | KO   | 5 (6)        | 2003-01-31 | Arena Panamá Al-Brown, Colón, Panamá                    |                                                                             |
| G                                                             | 17-0   | Javier Espinoza           | KO   | 1 (6)        | 2002-09-14 | Gimnasio Escolar, David, Panamá                         |                                                                             |
| G                                                             | 16-0   | Andrés Ciriaco            | UD   | 8 (8)        | 2002-08-03 | Gimnasio de los Leones, Ciudad de Panamá, Panamá        |                                                                             |
| G                                                             | 15-0   | José Morales              | TKO  | 2 (6)        | 2002-05-18 | Rancho Local, La Mata, Panamá                           |                                                                             |
| G                                                             | 14-0   | William González          | TKO  | 10 (10)      | 2002-03-23 | Centro Recreativo del Educador, Penonomé, Panamá        |                                                                             |
| G                                                             | 13-0   | Anel Mitre                | TKO  | 1 (4)        | 2002-03-10 | Gimnasio Belisario Porras, Boquete, Panamá              |                                                                             |
| G                                                             | 12-0   | Marcos Sánchez            | KO   | 3 (12)       | 2002-01-30 | Hotel Continental, Ciudad de Panamá, Panamá             | Gana el Título Gallo CBPP                                                   |
| G                                                             | 11-0   | José González             | TKO  | 5 (6)        | 2001-12-15 | Arena Panamá Al-Brown, Colón, Panamá                    |                                                                             |
| G                                                             | 10-0   | Davis Arosemena           | UD   | 12 (12)      | 2001-11-16 | Hotel El Panamá, Ciudad de Panamá, Panamá               | Retiene el Título FECARBOX Supermosca CMB y Gana el Título Supermosca CBPP  |
| G                                                             | 9-0    | Alex Saavedra             | KO   | 3 (6)        | 2001-09-22 | Gimnasio Municipal, Santiago, Panamá                    |                                                                             |
| G                                                             | 8-0    | Roinet Caballero          | TKO  | 6 (6)        | 2001-08-18 | Arena Panamá Al-Brown, Colón, Panamá                    |                                                                             |
| G                                                             | 7-0    | Alex Saavedra             | TKO  | 9 (12)       | 2001-07-13 | Centro de Convenciones Atlapa, Ciudad de Panamá, Panamá | Gana el Título FECARBOX Supermosca CMB                                      |
| G                                                             | 6-0    | Roinet Caballero          | SD   | 4 (4)        | 2001-06-02 | Jardín Oasis, Santa Marta, Panamá                       |                                                                             |
| G                                                             | 5-0    | Roinet Caballero          | UD   | 6 (6)        | 2001-05-19 | Arena Panamá Al-Brown, Colón, Panamá                    |                                                                             |
| G                                                             | 4-0    | José González             | TKO  | 3 (6)        | 2001-03-31 | Salón Magnum Eventos, Ciudad de Panamá, Panamá          |                                                                             |
| G                                                             | 3-0    | José González             | UD   | 4 (4)        | 2000-11-18 | Jardín El Rancho, Ciudad de Panamá, Panamá              |                                                                             |
| G                                                             | 2-0    | Luis Carpintero           | TKO  | 2 (4)        | 2000-10-28 | Gimnasio Yuyin Luzcando, Ciudad de Panamá, Panamá       |                                                                             |
| G                                                             | 1-0    | Hussein Sánchez           | TKO  | 1 (4)        | 2000-09-23 | Gimnasio del Club de Leones, David, Panamá              |                                                                             |